# Абакавир/Ламивудин
Абакавир/Ламивудин, продаваемый под торговой маркой Kivexa, представляет собой комбинированный антиретровирусный препарат с фиксированной дозой, используемый для лечения ВИЧ/СПИДа. Он содержит абакавир и ламивудин. Обычно его рекомендуется использовать с другими антиретровирусными препаратами. Он обычно используется как часть предпочтительного лечения детей. Принимается внутрь в виде таблеток.
Общие побочные эффекты включают проблемы со сном, головную боль, депрессию, чувство усталости, тошноту, сыпь и лихорадку. Серьёзные побочные эффекты могут включать высокий уровень лактата в крови, аллергические реакции и увеличение печени. Не рекомендуется людям с определённым геном, известным как HLA-B * 5701. Безопасность во время беременности изучена недостаточно, но, похоже никаких осложнении не наблюдалось. Ламивудин и абакавир являются ингибиторами обратной транскриптазы нуклеозидов (НИОТ).
Абакавир/Ламивудин был одобрен для медицинского применения в США в 2004 году. Он включен в Примерный перечень ВОЗ основных лекарственных средств.

## Общество и культура

### Имена
Он продается как Kivexa в большинстве стран, за исключением США, где он известен как Epzicom. Лекарство продается компанией ViiV Healthcare.

### Правовые проблемы
Teva Pharmaceuticals и Lupin Limited подали сокращенное применение нового препарата (ANDA), касающиеся лечения ВИЧ с использованием различных комбинаций абакавира, ламивудина и AZT, а также оспаривали различные патенты. В 2013 году Окружной суд США округа Делавэр подтвердил законность патента на Epzicom и Tizivir. По другим вопросам были поданы апелляции или судебные разбирательства по состоянию на 20 ноября 2014 года.